# 間光男
間 光男（はざま みつお、1965年11月19日 - ）は日本の調理師。東京都小金井市出身。
生家であるレストランTERAKOYAに生を受ける。
幼少のころより初代から食の英才教育を受け、料理専門学校卒業後、料理の道に入る。
1991年、「レストランTERAKOYA」オーナーシェフ（代表取締役）に就任。現在も同職。
独自の料理理論を持ち、「スペシャリテを持たない料理人」として知られている。創作数は3,000を超える。
メディアに多く取り上げられ、料理対決番組などに出演。海外トップシェフとのコラボレーション、レストランプロデュース、各種イベントプロデュース、
メニュー開発、料理専門誌に執筆多数。海外･国内で開催される料理学会・食の祭典に日本代表として招聘されるなど、幅広く活躍している。
日本エスコフィエ協会ディシプル会員  トックブランシュ国際倶楽部会員　FFCCアミティエグルマンド会員　日本シャルキュトリ協会会員　日本葉巻協会会員　日本観光レストラン協会会員　
Champagne-KRUG大使　Champagne-Ruinart大使

## 店舗
・TERAKOYA（東京都小金井市）
・SUD Restaurant TERAKOYA（東京都港区）
・Brasserie Amicale（東京都立川市）
・Brasserie-EDIBLE（東京都武蔵野市）